# 요시다 다이세이
요시다 다이세이(일본어: 吉田 大成, 1995년 3월 7일 ~ )는 일본의 전 프로 야구 선수이다. 지바현 우라야스시 출신이며 현역 시절 포지션은 내야수였다.

## 인물

### 프로 입단 전
초등학교 1학년 때부터 연식 야구를 시작하여 우라야스 시립 히노데 중학교에 재학 중 소년 야구팀인 ‘우라야스 시니어’에 소속됐다. 중학교 졸업 후 도쿄도에 소재한 고세이가쿠엔 고등학교에 진학했다. 고등학교 시절에는 고시엔 구장에서 개최된 전국 대회와 인연이 없었지만 전국 고등학교 야구 선수권 니시토쿄 대회에서는 3번 타자 겸 유격수로 출전한 2학년 때 준결승을 이끌었고 주장으로서 임했던 3학년 때 팀의 결승 진출을 이끌었다. 니혼 대학 제3고등학교와 맞붙은 3학년 때 결승전에서는 9회초 2사까지 1대 0으로 이기고 있는 유리한 상황에 있었지만 끝내 역전패를 당했다. 2학년 때인 12월에는 도쿄도 선발팀의 일원으로 미일 친선 야구 대회가 개최되는 로스앤젤레스 원정에 참가했다.
메이지 대학에 진학한 후에는 3학년 때인 가을부터 주전 유격수로 기용됐고 4학년 때 도쿄 6대학 리그에서 팀의 춘·추계 대회 연패 달성에 큰 기여를 했다. 춘계 리그에서는 타율 0.278을 기록하는 동시에 유격수 부문 베스트 나인에도 선정됐고 추계 리그에서는 타율 0.424를 기록했다. 팀의 추계 리그 우승을 거쳐서 임한 제47회 메이지 진구 야구 대회에서도 1번 타자 겸 유격수로 출전하여 팀의 우승에 기여했다. 또한 리그전이 열리는 와중에 네덜란드에서 열린 제28회 하를럼 베이스볼 위크에도 일본 대표팀의 일원으로서 출전했다. 재학 중에는 리그전 통산 57경기에 출전하여 타율 0.270(159타수 43안타), 1홈런, 24타점, 3도루의 성적을 남겼다. 팀 동료로는 졸업 후 프로 팀에 입단한 선수가 많았는데 그중 1학년 선배인 우에하라 겐타, 사카모토 세이시로, 다카야마 슌, 스가노 쓰요시, 동기로 야나기 유야, 호시 도모야, 사노 게이타, 나카미치 가쓰시, 1학년 후배로는 사이토 히로마사와 2학년 후배인 와타나베 요시아키가 있다.
대학 졸업 후에는 메이지야스다 생명에 입사, 회사내의 사회인 야구팀에서 활약하여 1년차부터 주전으로 고정되면서 제43회 사회인 야구 일본 선수권 대회에서 팀을 준준결승까지 이끌었다. 2년째인 제89회 도시 대항 야구 대회에서는 팀이 본선 진출권을 놓치면서도 세가사미의 보강 선수로서 본선에 진출했다. 준결승전에서 미쓰비시 중공업 고베·다카사고한테 패했지만 상대 투수 후지이 다카유키(닛폰 생명으로부터의 보강선수)로부터 3안타를 쳤다. 후지이와는 팀이 출전권을 얻은 제44회 사회인 야구 일본 선수권 대회의 닛폰 생명전에서 재대결이 성사됐는데 이 경기에서도 1안타를 쳤지만 팀은 1차전에서 패했다.
헤이세이 시대의 마지막 NPB 드래프트 회의(2018년 NPB 드래프트 회의)에서는 도쿄 야쿠르트 스왈로스로부터 8순위로 지명됐다. 지배하 등록 선수로서의 계약이 전제된 지명 선수(지배하 지명 선수)로서는 전체 12개 구단에서 마지막(83번째)으로 지명돼 헤이세이 시대의 마지막 지배하 지명 선수가 됐다. 계약금 2,200만 엔, 연봉 700만 엔(금액은 추정치)이라는 조건으로 입단 계약을 맺었고 등번호는 66번으로 정했다.

### 프로 입단 후

#### 2019년
동기로 입단한 야수로서는 유일하게 춘계 스프링 캠프를 1군에서 시작했고 시범 경기까지 1군에서 대동했다. 개막 엔트리 진입에는 이르지 못했지만 6월 24일 오릭스 버펄로스(메이지 진구 야구장)전에서 7번 타자 겸 3루수로 1군 공식전에 데뷔했다. 이 경기에서는 7회말 세 번째 타석에서 상대 투수 다케야스 다이치로부터 좌전 적시타를 때려내며 데뷔 첫 안타와 첫 타점을 동시에 기록했다. 9월 18일 한신 타이거스전(한신 고시엔 구장)에서 맹타상을 처음으로 기록했다. 이 해에는 통산 13경기에 출전하여 타율은 0.188이었다. 2군에서는 규정 타석에 도달하지는 못했지만 101경기에 출전하여 타율 0.238, 1홈런, 10도루의 성적을 남겼다.

#### 2020년
요시다 다이키의 입단에 의해 언론 보도 등에서는 약칭을 ‘吉田成’(요시다 세이), 전광판상의 표기를 풀네임인 ‘吉田大成’로 변경했다. 시범 경기 12경기에 출전하여 타율 0.310, 팀내 1위인 9타점을 기록하는 등의 호조를 보이며 정규 시즌에서의 개막 1군 진입을 처음으로 이뤄냈다. 6월 19일 주니치 드래건스와의 개막전(메이지 진구 야구장)에서 대타로 기용됐지만 1군에서는 이 경기에 출전했을 뿐 이틀 후(21일)에 출전 선수 등록이 말소됐다.

#### 2021년
자신의 커리어 하이인 18경기에 출전하여 데뷔 첫 홈런도 터뜨리는 등 성장세를 보였다.

#### 2022년
1군 출전이 없었고 시즌 종료 후인 10월 4일에 방출 통보를 받은 뒤 현역에서 은퇴하기로 결심했다. 더욱이 방출 통보를 받은 10월 4일에는 간사이 독립 리그의 사카이 슈라이크스에 소속된 친동생 요시다 다이슈도 현역에서 은퇴했다.

### 그 후
현역 은퇴 후에는 야쿠르트 구단의 스카우트로 발탁됐다.

## 선수로서의 특징
신체 능력이 높은데다 내야의 모든 포지션을 소화할 수 있는 유틸리티 플레이어이다. 야쿠르트 입단 2년차(2020년)에 팀 동료 아오키 노리치카의 타격 폼을 도입함으로써 타력을 늘렸다.

## 상세 정보

### 출신 학교
- 고세이가쿠엔 고등학교
- 메이지 대학

### 선수 경력
- 메이지야스다 생명
- 도쿄 야쿠르트 스왈로스(2019년 ~ 2022년)

### 개인 기록
- 첫 출장·첫 선발 출장 : 2019년 6월 24일, 대 오릭스 버펄로스 3차전(메이지 진구 야구장), 7번·3루수로 선발 출장
- 첫 타석 : 상동, 2회말에 다케야스 다이치로부터 볼넷
- 첫 안타·첫 타점 : 상동, 7회말에 다케야스 다이치로부터 좌전 적시타
- 첫 도루 : 2019년 7월 4일, 대 히로시마 도요 카프 14차전(MAZDA Zoom-Zoom 스타디움 히로시마), 9회초에 2루 안착(투수: 이치오카 류지, 포수: 아이자와 쓰바사)
- 첫 홈런 : 2021년 7월 13일, 대 요미우리 자이언츠 11차전(도쿄 돔), 2회초에 앙헬 산체스로부터 우중간 솔로 홈런

### 등번호
- 66(2019년 ~ 2022년)

### 연도별 타격 성적
| 연 도      | 소 속      | 경 기 | 타 석 | 타 수 | 득 점 | 안 타 | 2 루 타 | 3 루 타 | 홈 런 | 루 타 | 타 점 | 도 루 | 도 루 자 | 희 생 번 | 희 생 플 | 볼 넷 | 고 4 | 사 구 | 삼 진 | 병 살 타 | 타 율 | 출 루 율 | 장 타 율 | O P S |
| ---------- | ---------- | ----- | ----- | ----- | ----- | ----- | ------- | ------- | ----- | ----- | ----- | ----- | -------- | -------- | -------- | ----- | ---- | ----- | ----- | -------- | ----- | -------- | -------- | ----- |
| 2019년     | 야쿠르트   | 13    | 39    | 32    | 3     | 6     | 1       | 0       | 0     | 7     | 2     | 1     | 1        | 1        | 0        | 4     | 0    | 2     | 8     | 1        | .188  | .316     | .219     | .535  |
| 2020년     | 야쿠르트   | 8     | 11    | 9     | 0     | 1     | 1       | 0       | 0     | 2     | 1     | 0     | 0        | 1        | 0        | 1     | 0    | 0     | 2     | 1        | .111  | .200     | .222     | .422  |
| 2021년     | 야쿠르트   | 18    | 52    | 40    | 8     | 9     | 1       | 0       | 1     | 13    | 2     | 2     | 1        | 1        | 0        | 11    | 0    | 0     | 10    | 1        | .225  | .392     | .325     | .717  |
| 통산 : 3년 | 통산 : 3년 | 39    | 102   | 81    | 11    | 16    | 3       | 0       | 1     | 22    | 5     | 3     | 2        | 3        | 0        | 16    | 0    | 2     | 20    | 3        | .198  | .343     | .272     | .615  |

### 연도별 수비 성적
| 연도 | 소속     | 1루   | 1루   | 1루   | 1루   | 1루   | 1루      | 2루   | 2루   | 2루   | 2루   | 2루   | 2루      | 3루   | 3루   | 3루   | 3루   | 3루   | 3루      | 유격  | 유격  | 유격  | 유격  | 유격  | 유격     |
| 연도 | 소속     | 경 기 | 척 살 | 보 살 | 실 책 | 병 살 | 수 비 율 | 경 기 | 척 살 | 보 살 | 실 책 | 병 살 | 수 비 율 | 경 기 | 척 살 | 보 살 | 실 책 | 병 살 | 수 비 율 | 경 기 | 척 살 | 보 살 | 실 책 | 병 살 | 수 비 율 |
| ---- | -------- | ----- | ----- | ----- | ----- | ----- | -------- | ----- | ----- | ----- | ----- | ----- | -------- | ----- | ----- | ----- | ----- | ----- | -------- | ----- | ----- | ----- | ----- | ----- | -------- |
| 2019 | 야쿠르트 | -     | -     | -     | -     | -     | -        | 2     | 1     | 1     | 0     | 1     | 1.000    | 9     | 7     | 9     | 0     | 3     | 1.000    | 1     | 2     | 2     | 0     | 0     | 1.000    |
| 2020 | 야쿠르트 | -     | -     | -     | -     | -     | -        | -     | -     | -     | -     | -     | -        | -     | -     | -     | -     | -     | -        | 1     | 3     | 2     | 1     | 1     | .833     |
| 2021 | 야쿠르트 | 1     | 7     | 0     | 0     | 0     | 1.000    | 7     | 3     | 9     | 1     | 2     | .923     | -     | -     | -     | -     | -     | -        | 13    | 14    | 18    | 1     | 3     | .970     |
| 통산 | 통산     | 1     | 7     | 0     | 0     | 0     | 1.000    | 9     | 4     | 10    | 1     | 3     | .933     | 9     | 7     | 9     | 0     | 3     | 1.000    | 15    | 19    | 22    | 2     | 4     | .954     |